# Rudy Kennedy
Rudy Kennedy, właśc. Rudy Karmeiński (ur. 1927 w Oleśnie, zm. 4 lutego 2009) – polski Żyd, świadek Holocaustu, bohater filmu dokumentalnego telewizji BBC I was a Slave Labourer (Byłem robotnikiem niewolnikiem).
Pochodził ze znanej oleskiej rodziny żydowskiej, do 1940 jego rodzice prowadzili sklep. W 1943 został deportowany do niemieckiego obozu koncentracyjnego Auschwitz-Birkenau. Jego rodzice i siostra zostali zamordowani w komorze gazowej. W 1945 został przewieziony do obozu koncentracyjnego Bergen-Belsen, gdzie doczekał wyzwolenia z rąk żołnierzy brytyjskich. Po wojnie wyjechał do Wielkiej Brytanii, przyjął obywatelstwo brytyjskie i został adoptowany przez rodzinę Kennedych.